# Ciaran Griffiths
Ciaran Joseph Griffiths (Manchester, 3 maart 1983) is een Brits acteur.
Hij is onder meer bekend als PC Gary Best in The Bill. Hij was van 2007 tot en met 2012 te zien als Mickey Maguire in de komedieserie Shameless. Daarnaast had Griffiths enkele gastoptredens in soaps, waaronder Emmerdale, Coronation Street, Clocking Off en in de dramareeks Holby City.
In 2007 speelde Griffths naast Conrad Westmaas de hoofdrol in de film The Visitor.

## Trivia
- Griffiths is een fan van Manchester United.